# Annales Placentini Gibellini

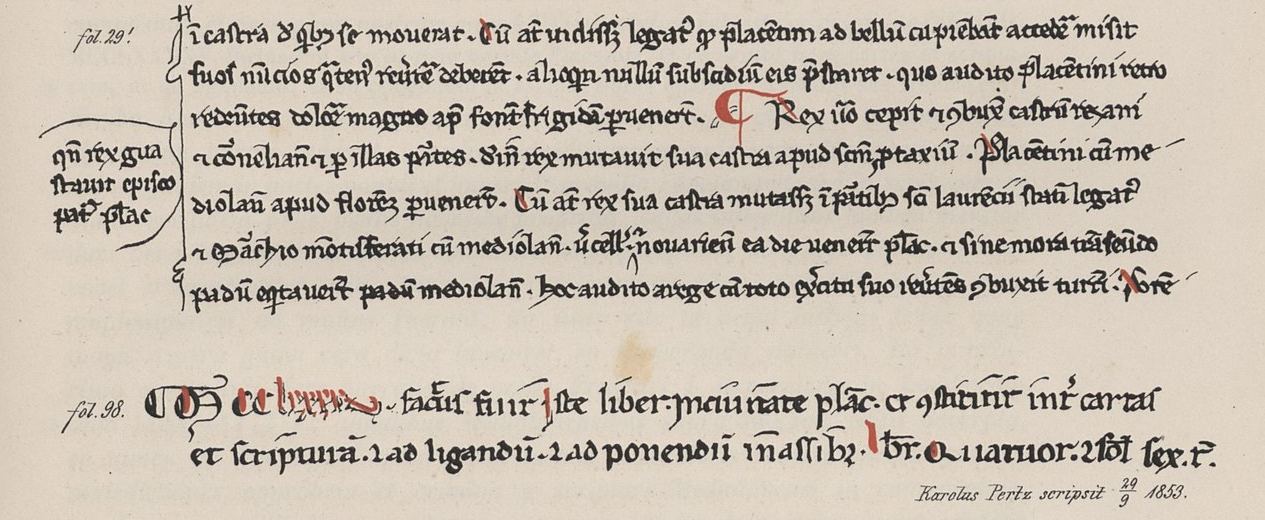
Annales Placentini Gibellini

Gli Annales Placentini Gibellini sono una cronaca anonima in latino, riguardante gli eventi accaduti nella città di Piacenza dal 1154 al 1284.
È noto con diversi nomi, tutti coniati in tempi moderni. Georg Pertz lo nominò Annales Placentini Gibellini, mentre Alphonse Huillard-Bréholles lo intitolò Chronicon Placentinum ("Cronaca di Piacenza").

## Manoscritto
L'autore degli Annali era un ghibellino, che probabilmente scrisse in forma anonima perché Piacenza era generalmente una città guelfa. È probabile che fosse un associato della famiglia ghibellina dei Landi. Lo scrittore doveva essere istruito, colto e probabilmente un notaio. Per il periodo che li accomuna, gli Annales Placentini sono un'opera più raffinata degli Annales Placentini Guelfi (1031–1235). Sebbene l'opera sia anonima, Pertz identificò l'autore con Muzio da Monza (morto nel 1302), capitano del popolo di Piacenza nel 1294 e accusato di avere simpatie ghibelline.
Gli Annali Ghibellini traggono ampiamente spunto dai precedenti Annali Guelfi come fonte. Non è suddiviso in alcuna sezione, ma è una narrazione in prosa continua. Non si concentra esclusivamente su eventi locali o regionali, anche se sono presenti maggiormente informazioni sugli eventi che si svolgono a Piacenza e nei dintorni. Parti di esso sono resoconti delle gesta degli imperatori Federico I e Federico II. L'opera è una fonte particolarmente preziosa per lo studio della storia del XIII secolo.
Il manoscritto originale del 1295 è conservato oggi a Londra, presso l'Harleian Lobrary, con codice 3678.

## Edizioni
- Alphonse Huillard-Bréholles (a cura di), Chronicon Placentinum de rebus in Italia gestis, Parigi, 1856.
- Bernardo Pallastrelli (a cura di), Monumenta historica ad provincias Parmensem et Placentinam pertinentia, vol. 11, Parma, 1859,  pp. 109–349.
- Georg Heinrich Pertz (a cura di), Annales Placentini Gibellini, in Monumenta Germaniae Historica, Scriptores, vol. 18, 1863,  pp. 457–579.